# Chrysomela (подрод)
Chrysomela (лат.) — подрод жуков-листоедов рода Chrysomela. Данный подрод характеризуется следующими признаками:
- надкрылья одноцветные, рыжие;
- всё тело, в том числе усики, синие или сине-зелёные
- края последних стернитов брюшка более или менее рыжие.